# Бібі-Хекіме
Бібі-Хекіме — газонафтове родовище в Ірані, одне з найбільших у світі. Входить у Нафтогазоносний басейн Перської затоки. Відкрите в 1961 році, розробляється з 1965 року.

## Характеристика
Початкові промислові запаси нафти — 1080 млн т; газу 255 млрд м³. Приурочене до антиклінальної складки розміром 45×3 км. Продуктивні вапняки олігоцену — нижнього міоцену та верхньої крейди на глибині 1020–1890 м. Масивні склепінчасті поклади гідродинамічно пов'язані між собою. Колектор порово-тріщинний. Густина нафти 845 кг/м³.

## Технологія розробки
Спосіб експлуатації — фонтанний.